# Metro Ligero 1
ML-1 is een semimetrolijn, onderdeel van het tramnetwerk Metro Ligero in de Spaanse hoofdstad Madrid. De lijn telt in totaal negen stations, waarvan vijf zich ondergronds bevinden. De totale lengte van de lijn is 5,4 kilometer. Op de lijn rijden trams van het type Citadis, die onder meer ook in Rotterdam en Parijs rijden. ML-1 rijdt van het Madrileense metrostation Pinar de Chamartín, bediend door de metrolijnen 1 en 4, naar een ander metrostation, Las Tablas aan metrolijn 10.  Aan de ML-1 halte Fuente de la Mora is er overstap mogelijk op de voorstadslijnen C-1 en C-10 van de Cercanías Madrid.

## Stations
- Pinar de Chamartín
- Fuente de la Mora  C-1 en C-10
- Virgen del Cortijo
- Antonio Saura
- Álvarez de Villaamil
- Blasco Ibañez
- María Tudor
- Palas de Rey
- Las Tablas